# Malacomys edwardsi
Malacomys edwardsi là một loài động vật có vú trong họ Chuột, bộ Gặm nhấm. Loài này được Rochebrune mô tả năm 1885.